# Orange-Täubling
Der Orange-Täubling oder Gelbe Birken-Täubling (Russula aurantiaca) ist ein Pilz aus der Familie der Täublingsverwandten (Russulaceae). Er ist durch einen ziegelorangen Hut gekennzeichnet, der aber auch kupferig mit karminfarbenen Tönen sein kann. Der Stiel ist weiß und die Lamellen sind ocker bis goldgelb.

## Merkmale

### Makroskopische Merkmale
Der Hut ist ziegelorange, aprikosenorange, manchmal auch kräftig ziegelrot gefärbt. Er erreicht einen Durchmesser von 6 bis 10, manchmal auch 14 Zentimetern, ist nicht kräftig und schlank. Die Mitte ist lebhaft rot bis kupferfarben. Im Alter ist sie leicht niedergedrückt. Die Lamellen sind gelblich getönt; später werden sie recht dunkelgelb. Sie stehen gedrängt und frei vom Stiel.
Der Stiel ist weiß, oft auch rosa, aber selten ganz weiß und besitzt eine runzelige Oberfläche. Er wird 4 bis 7 Zentimeter lang und 1 bis 2 Zentimeter dick. Das Fleisch ist ebenfalls weiß, weich und zerbrechlich. Es schmeckt mild und riecht nicht oder schwach obstartig. Nach längerem Kauen stellt sich allerdings ein anhaltend schärflicher Geschmack ein. Mit Phenol färbt es sich lachsrot, dann weinrötlich-schokoladenfarben.
Das Sporenpulver ist goldgelb.

### Mikroskopische Merkmale
Die Sporen sind kurz eiförmig bis kurz ellipsoid; sie messen 7–8,5 × 6–7,5 Mikrometer. Auf der Oberfläche befinden sich isolierte bis schwach verbundene, grobe Warzen oder Stacheln, die bis zu 1 Mikrometer lang sind. Die Zystiden sind spindelförmig und reagieren schwach mit Sulfovanillin. Solche auf der Hutoberseite (Pilozystiden) sind zwischen 4 und 9 Mikrometer breit und oft mehrfach von Trennwänden durchzogen (septiert).

## Artabgrenzung
Sehr ähnlich kann der Orangerote Graustiel-Täubling (Russula decolorans) sein. Er besitzt schwärzendes Fleisch und hellockerfarbenes Sporenpulver. Wird der Rotstielige Zwergtäubling (Russula fontqueri) als eigenständige Art anerkannt, unterscheidet er sich lediglich durch ein helleres, blassgelbes Sporenpulver. Weitere Merkmale sind etwas breitere Pilozystioden und gelegentlich vorhandene Ausstülpungen. Beide Eigenschaften sind jedoch nicht konstant. Aufgrund dieser starken Ähnlichkeit wird diskutiert, diese Art als Variation des Orange-Täublings zu führen.

## Ökologie
Der Orange-Täubling ist an feuchten bis leicht moorigen Plätzen unter Birken, Eichen und Buchen zu finden. Die Fruchtkörper erscheinen zwischen Juli und Oktober.

## Verbreitung

Europäische Länder mit Fundnachweisen des Orange-Täublings.
Legende:
Länder mit Fundmeldungen
Länder ohne Nachweise
keine Daten
außereuropäische Länder

Der Orange-Täubling ist in Europa verbreitet, wo er von Frankreich, den Niederlanden, Großbritannien und den Hebriden im Westen bis Polen im Osten zu finden ist. Nach Süden reicht das Gebiet bis Österreich und im Norden bis Norwegen, wo er bis in subarktische Birkenwälder vordringt. Die Art ist überall selten bis sehr selten. In Deutschland ist er nur vereinzelt anzutreffen.

## Bedeutung
Der Orange-Täubling ist essbar.